# Samuel Friedrich Moser (Unternehmer)
Samuel Friedrich Moser (* 9. Oktober 1808 in Scheidegg, heute Teil der Gemeinde Herzogenbuchsee; † 6. Februar 1891 ebenda, reformiert, heimatberechtigt in Herzogenbuchsee) war ein Schweizer Kaufmann, Landwirt und Mitinhaber einer im Jahr 1720 gegründeten Seidenbandweberei.

## Leben
Samuel Friedrich Moser kam am 9. Oktober 1808 in Scheidegg als Sohn des Bandwarenhändlers und Politikers Johannes Moser (1777–1821) und der Barbara geborene Schneeberger zur Welt. Moser war neben der Beteiligung am Bandwarengeschäft seiner Familie als Leiter eines innovativen landwirtschaftlichen  Betriebs tätig. Als solcher versuchte er sich beispielsweise im Hopfenanbau. Dazu initiierte er in seiner Funktion als Präsident der Käsereigenossenschaft technische Verbesserungen in der Käseherstellung. Ferner fungierte er als Mitgründer und Sekretär der Oberaargauischen Viehzuchtgesellschaft. Überdies übte er das Amt des Präsidenten des Gemeinderates in Herzogenbuchsee aus.
Daneben kaufte Moser im Jahr 1847 im Auftrag der bernischen Regierung im Geheimen Getreide im Ausland ein. Im gleichen Jahr diente er in der Schweizer Armee im Rang eines Hauptmanns im Sonderbundskrieg. Zudem publizierte Moser, ein Freund Jeremias Gotthelfs, Schriften zur Armenfrage.
Moser heiratete im Jahr 1836 Verena Amalia (1808–1861), die Tochter des Langenthaler Arztes Johann Friedrich Gugelmann (1755–1815). Er verstarb am 6. Februar 1891 vier Monate nach Vollendung seines 82. Lebensjahres in Scheidegg. Samuel Friedrich Moser war der Vater von zwölf Kindern, darunter die Tochter Amélie sowie die Söhne Emil und Robert.

## Werk
- Die Korneinfuhr in die Schweiz, 1863